# Ronald Good

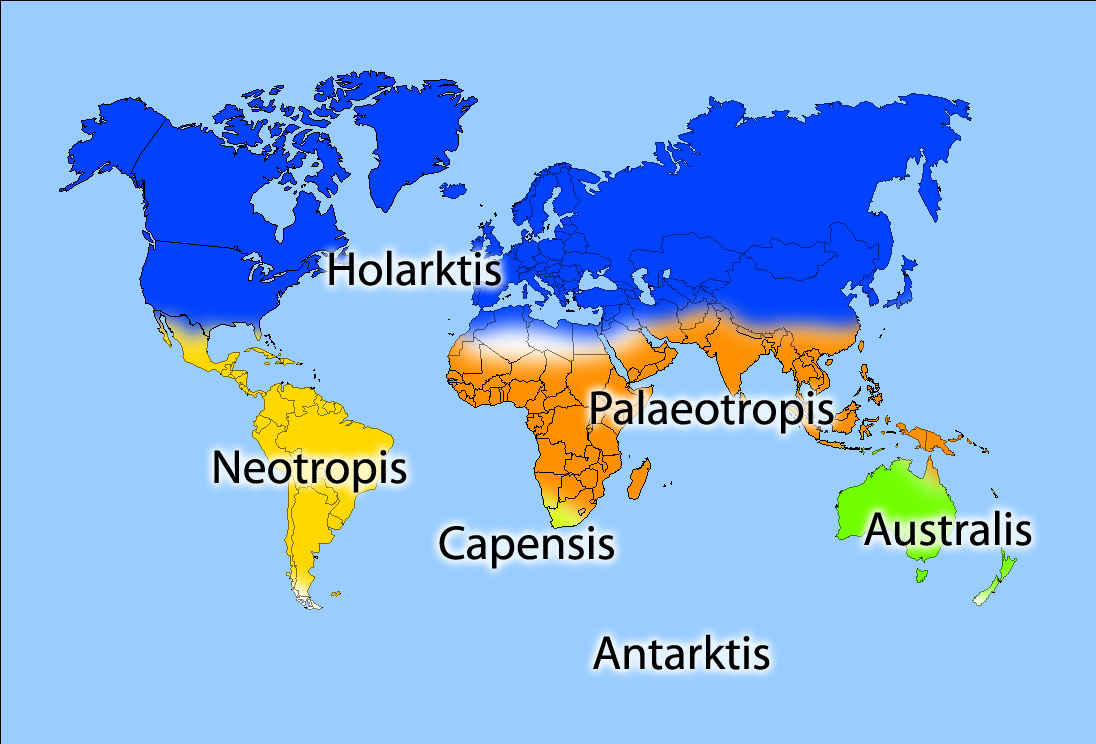
Les six royaumes floristiques de Good et Takhtajan

Ronald D'Oyley Good (1896-1992) est un botaniste britannique. On lui doit notamment la conceptualisation et la classification des Royaumes floristiques. Ces concepts ont été davantage développés par Armen Takhtajan.
Il fut notamment à la tête du département de botanique de l'Université de Hull, et le directeur de recherches de Eva Crackles.

## Œuvres
- (en) The geography of flowering plants, London, Longmans, Green and Co., ed. 1, 1947 ; ed. 2, 1953 ; ed. 3, 1964.
- (en) Features of evolution in the flowering plants, London, Longmans, Green & Co, 1956.